# Geisenhausen
Geisenhausen – gmina targowa w Niemczech, w kraju związkowym Bawaria, w rejencji Dolna Bawaria, w regionie Landshut, w powiecie Landshut. Leży około 10 km na południowy wschód od Landshut, nad rzeką Vils, przy drodze B299 i linii kolejowej Landshut – Neumarkt-Sankt Veit.

## Dzielnice
W skład gminy wchodzą następujące dzielnice: 
- Albanstetten
- Diemannskirchen
- Hörlkam
- Hermannskirchen
- Holzhausen
- Geisenhausen
- Salksdorf
- Johannesbergham
- Westersbergham
- Stephansbergham
- Irlach

## Historia
Pierwsze wzmianki o miejscowości pojawiły się w 980. Gminą targową Geisenhausen stało się w 1393.